# Olimpiai szerelem
Az Olimpiai szerelem (eredeti cím: Olympic Dreams) 2019-ben bemutatott amerikai romantikus film, amelyet Alexi Pappas, Jeremy Teicher és Nick Kroll forgatókönyvéből Teicher rendezett. A főbb szerepekben Alexi Pappas, Nick Kroll, Gus Kenworthy és Morgan Schild látható. 
A filmet 2020. február 14-én mutatta be az IFC Films. Magyarország a FilmBox Extra mutatta be 2024. január 5-én.

## Cselekmény
Penelope olimpikon és introvertált sífutó, aki miután a játékok korai szakaszában befejezi versenyszámát, a sportolók falujában találja magát, ahol a társasági és közvetlen önkéntes fogorvos Ezrával tölti az idejét.

## Szereplők
| Szerep   | Színész       | Magyar hang     |
| -------- | ------------- | --------------- |
| Penelope | Alexi Pappas  | Kis-Kovács Luca |
| Ezra     | Nick Kroll    | Moser Károly    |
| Gus      | Gus Kenworthy | Borbíró András  |
| Maggie   | Morgan Schild | Hám-Kereki Anna |

### Magyar változat
- Magyar szöveg: Szojka László
- Hangmérnök és vágó: Papp Zoltán István
- Gyártásvezető: Baranyai Zsuzsanna Kinga
- Szinkronrendező: Tarján Péter
- Produkciós vezető: Legény Judit

A szinkront a Laborfilm Szinkronstúdió készítette el

## Bemutató
A film premierje 2019. március 10-én volt a South by Southwest rendezvényen. 2019. június 17-én az IFC Films megvásárolta a film forgalmazási jogait. 2020. február 14-én mutatta be IFC Films.

## Fogadtatás
A Rotten Tomatoes weboldal 70%-os értékelést kapott 47 kritika alapján, az átlagos értékelése 6,1 pont a 10-ből. Az oldal szöveges összefoglalója szerint: „Még ha legfőképp egyedi környezetével tűnik fel, az Olimpiai szerelem továbbra is egy romantikus vígjáték, szívhez szóló történettel és szerethető főszereplőkkel.” A Metacritic oldalán a film 100-ból 55 pontot kapott (12 kritika alapján), ami „vegyes vagy átlagos értékelést” jelent.